# Pootrecht
Het pootrecht, ook wel voorpootrecht en recht van voorpoting genoemd, houdt in dat grondbezitters het recht hebben om in eigen bezit bomen te planten en te rooien op een stuk grond vóór het eigen 
perceel. Doorgaans betreft dit de berm van een weg die langs het perceel loopt. Een bijzondere vorm van het pootrecht is het overpootrecht. Daarbij rust het recht op de berm aan weerszijden van de weg.
Het (voor)pootrecht moet onderscheiden worden van het in Zeeland voorkomende oude zakelijke recht tot beplanting van de bermen. Dit plantrecht heeft een heel andere oorsprong en inhoud. Dit recht bestaat in diverse voormalige Zeeuwse ambachtsheerlijkheden.

## Geschiedenis

### Voorgeschiedenis
Het huidige Noord-Brabant telde oorspronkelijk veel bossen. Toen de bevolking in de periode na 1050 groeide, werden gaandeweg steeds meer bomen gekapt. Dit gebeurde onder andere op ontginningsboerderijen; de humusrijke grond kon dan benut worden als akkerland. Ook werden bomen gekapt om het hout te gebruiken als brandstof en als bouwmateriaal voor huizen, boerderijen en bruggen.
Vanaf het midden van de 12e eeuw trad een versnelling van de ontbossing op. Een van de oorzaken lag in de groei van steden, die leidde tot een toenemende vraag naar brandstof. Om op een economisch verantwoorde wijze aan die vraag te kunnen voldoen, ontstonden meilers waarin het hout grootschalig werd verbrand tot houtskool, dat veel geschikter was om over langere afstanden te vervoerd te worden. Houtskool werd overigens niet alleen gebruikt in huishoudens, maar ook toegepast in de ijzerproductie in steden en langs ijzerhoudende beken. Een andere oorzaak voor de snelle ontbossing was dat ontginningen niet langer een zaak waren van lokale boerderijen, maar werden geleid door grootgrondbezitters als de hertog van Brabant, de graven van Gelre en Loon, de bisschoppen van Utrecht, Keulen en Luik, en regionale (lands)heren. Deze ontginningen werden groots aangepakt, waarbij het bos met honderden hectares tegelijk werd gekapt en het nieuwe land tegen een cijns in gebruik werd gegeven aan zowel geestelijke instellingen als aan particuliere landbouwers.

### Ontstaan
Door deze ontwikkelingen was Brabant omstreeks 1400 vrijwel geheel ontbost geraakt. Om de schaarste aan hout te bestrijden introduceerde de hertog van Brabant het recht van voorpoting. Dit hield in dat hij aan het bestuur en de ingezetenen van dorpen het recht verleende om bosbouw te plegen op woeste gronden die hem toebehoorden. Dat had vrijwel steeds betrekking op onontgonnen grond die grensde aan landbouwpercelen; het ging dan in de regel om de strook grond tussen het perceel en de nabij gelegen weg. Deze voorpotingen varieerden in breedte over het algemeen tussen 10 en 100 voet, dus tussen circa drie en circa dertig meter. In een aantal gevallen werd vergunning gegeven om een gebied waar een zandverstuiving optrad met bomen te beplanten. In beide gevallen werd het pootrecht vastgelegd in een oorkonde, pootkaart genaamd.
De oudst bekende pootkaart dateert uit 1396; in deze kaart werd het voorpootrecht van het dorp Haaren geregeld. Meestal werd de pootkaart kosteloos toegekend; als ervoor betaald moest worden ging dat in de vorm van een bedrag ineens, het zogenaamde voorlijf, gevolgd door een jaarlijks te betalen cijns. Als een dorp een pootkaart kreeg mocht iedere ingezetene bomen poten op de grond vóór de percelen waarvan hij eigenaar was. De pootrechthouder was vrij de bomen te kappen voor eigen gebruik. Over hout dat hij verkocht moest een belasting betaald worden, houtschat genaamd. Deze is in 1795 afgeschaft. Overigens gebeurde het ook dat lokale overheden, in navolging van de hertog, woeste gronden die in hun bezit waren aan hun inwoners ter beschikking stelden. Dergelijke lokale uitgaven van voorpootrechten vonden onder andere plaats in Mierlo en in Nuenen, waar het ging om wegbermen, en in Bakel en Elde, ter bestrijding van zandverstuivingen.

### Boomsoorten
Oorspronkelijk werd het recht voornamelijk gebruikt om hout te produceren dat als bouwmateriaal gebruikt kon worden. Dat betrof met name eikenhout voor gebinten van boerderijen en het onderhoud van bruggen en duikers, en wilgentenen voor vitselstek wanden van boerderijen. Afval van deze houtsoorten werd, naast turf en heiplaggen, gebruikt bij het koken en verwarmen. In de loop van de 19e eeuw werd baksteen door de uitvinding van de ringoven en de ontsluiting van de Meierij door de Zuid-Willemsvaart zo goedkoop dat de vitselstek wanden verdrongen werden door muren van baksteen. Omdat deze muren sterk genoeg waren om het dak te dragen, waren ook de gebinten niet meer nodig. Toen de boerderijen steeds verder versteenden daalde de behoefte aan eiken- en wilgenhout. Daarom gingen de pootrechthouders gaandeweg over naar de productie van populierenhout, dat verkocht kon worden aan de opkomende klompen- en luciferfabrieken. Zo ontstonden in de 18e en 19e eeuw de typische populierenlandschappen.

### Toepassing
Van het voorpootrecht werd in vroeger tijden ruim gebruik gemaakt, zoals blijkt uit een akte uit 1628 waarbij in de heerlijkheid Bergeijk 6004 eiken en 2049 eikenheesters werden vermeld, naast minder waardevolle bomen als wilgen. Een ander voorbeeld is een akte uit 1879 waarin staat opgetekend dat, bij het verzilveren van het voorpootrecht in Lieshout, het recht betrekking had op 85 stroken berm met een totale oppervlakte van bijna zeven hectare.
Overigens werd het recht in de 20e eeuw soms ook uitgeoefend in negatieve zin: het werd gebruikt om ervoor te zorgen dat er juist geen bomen langs de wegen stonden. Men vond toen dat koeien niet lui in de schaduw mochten liggen, ze moesten grazen.

### Einde van de uitgifte
Bij de inrichting van het Koninkrijk der Nederlanden in de 19e eeuw werden de gemeenten eigenaar van de openbare wegen en van de gemeynt. Sinds die tijd zijn geen nieuwe voorpootrechten meer verleend. Wat het bestrijden van zandverstuivingen betreft, daarin werd vanaf het begin van de 20e eeuw voorzien door de aanleg van naaldbossen. De beplante wegbermen zorgden echter in toenemende mate voor problemen met de gemeenten. Zij waren dan wel eigenaar van de grond waarop de wegen lagen, maar als daarop het voorpootrecht gevestigd was hadden ze daarover niet de vrije beschikking. Ze mochten de bermen bijvoorbeeld niet benutten om de verharding te verbreden. Bovendien stoorde het hen dat ze niet precies wisten langs welke wegen het recht gevestigd was. Veel gemeenten stelden pogingen in het werk om de voorpootrechten, voor zover de pootrechthouders bekend waren, af te kopen, vaak met succes. Met name tijdens de ruilverkaveling in de jaren zestig en zeventig van de 20e eeuw hebben veel gemeenten voorpootrechten afgekocht.

## Bestaande situatie
Het pootrecht is een eeuwigdurend recht dat op meerdere plaatsen nog bestaat. Diverse gemeentebesturen hebben het recht sinds de negentiende eeuw bestreden in geschillen met ingezetenen maar stuitten telkens op vonnissen en arresten die het voorpootrecht bevestigden. Het Gerechtshof ’s-Hertogenbosch sprak op 23 januari 1912 uit dat een gemeente waar de ingezetenen voorpootrecht hebben gekregen bij geschillen daarover moet bewijzen dat het recht voor dat specifieke perceel is vervallen, bijvoorbeeld door teruggave, door uitkoop of bij ruilverkaveling. Voor het Nieuw Burgerlijk Wetboek van 1992 zijn de oude zakelijke rechten geregeld in de ‘Overgangswet Nieuw Burgerlijk Wetboek’ van 1991. In artikel 150 van deze wet staat dat de oude zakelijke rechten registergoederen worden en dus kunnen worden ingeschreven bij het Kadaster. Verplicht is dat niet, maar voor een geldige levering bij koop is dit wel noodzakelijk. Diverse gemeenten hebben het voorpootrecht geïnventariseerd en in kaart gebracht. De Rechtbank 's-Hertogenbosch sprak op 16 november 2017 uit dat aan zo'n inventarisatie niet ontleend kan worden dat op plekken waar geen bomen met voorpootrecht zijn vastgesteld het recht niet bestaat.